# الحياة البرية في مصر

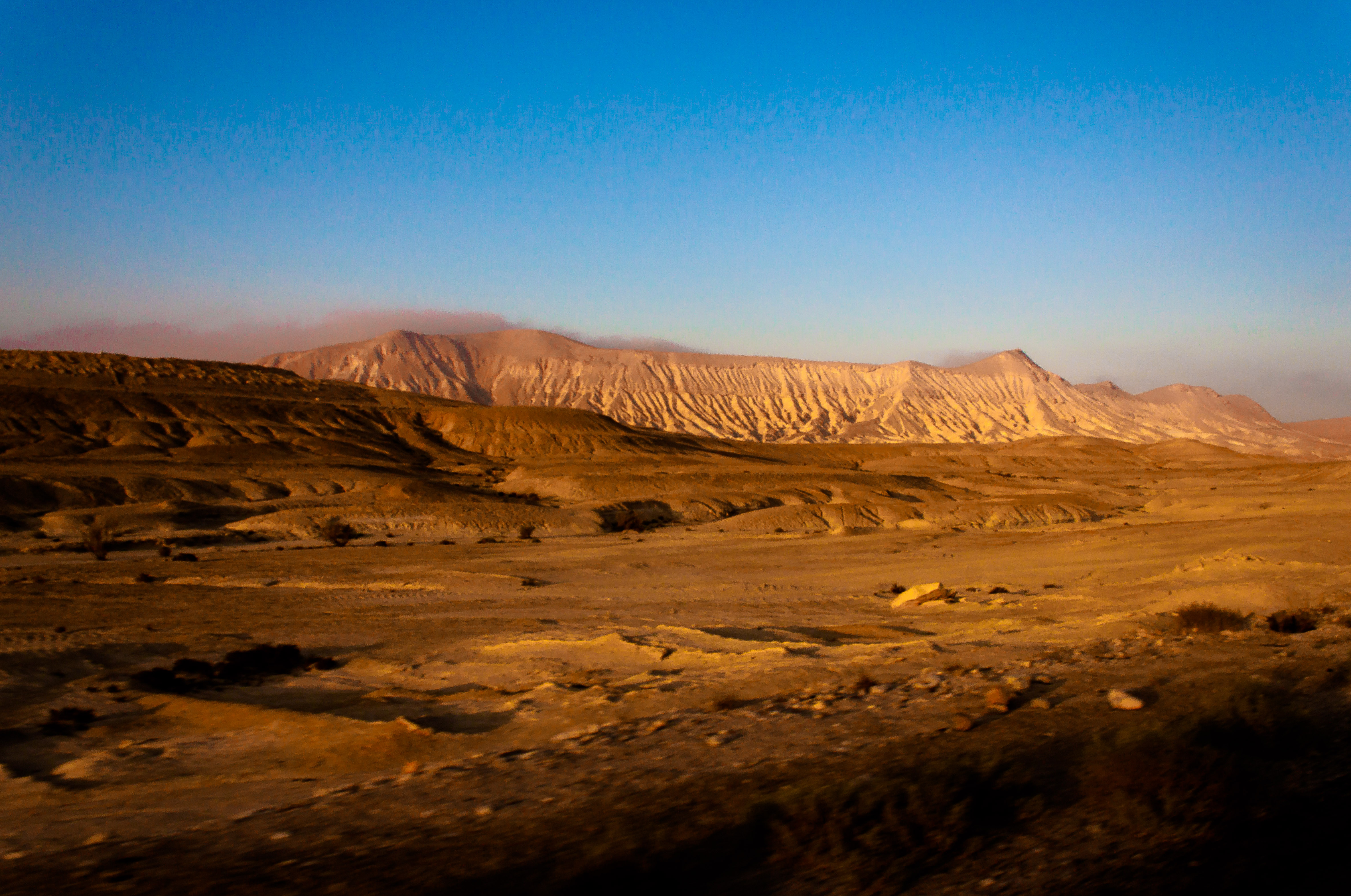
الحياة البرية في مصر

الحياة البرية في مصر غنية ومتنوعة ويعكس هذا التنوع موقع مصر في ملتقى ثلاث بطاقات رئيسية جغرافية حيوانية، فتحتوي على كائنات من كل نطاق جغرافي وتصل الكائنات من أصل متوسطي والأصول الصحراوية السندية أكبر هذه المجموعات يليها أعداد صغيرة من الكائنات ذات الأصول الإيرانية والطورانية والإفريقية الاستوائية وهي قطاعات على وشك البدء من عصور ماضية كانت أكثر ماءًا ويؤثر تنوع البيئات الجغرافية في تنوع الكائنات الحية فتوجد حيوانات تنتمي إلى بيئات مختلفة مثل البيئة البحرية والممطرة والصحراوية والزراعية والمدنية وتعتبر عدد قليل من هذه النوعيات متوطنة أصلا ويقتصر عدد منها على توزيعه في مصر والبلاد القريبة.
وقد استفاد المصريون وازدهروا من موارد الحياة البرية منذ قديم الزمن ولم تترك ثقافة أخرى تفصيلات مثيلة مسجلة للحياة البرية فيوجد رسومات صخرية ترجع إلى عصور ما قبل التاريخ وتسجل الحياة البرية التي سادت في الأراضي المصرية بينما تزخر العصور الفرعونية برسومات على الجدران، نقوشات بارزة ومومياوات الحيوانات فجميع هذه الشواهد تظهر أن الحيوانات البرية كانت تصطاد كمصدر للغذاء واللهو كما كانت تستأنس كحيوانات أليفة وتعبد كألهة ومما يتضح لكل من يشاهد هذا الكم الهائل من الأثريات أن قدماء المصريين كانوا يظهرون أعظم التقدير والاحترام للحيوانات البرية التي كانت تمثل كيان حيوي لثقافتهم ومظاهر حياتهم المتعددة.

## مظاهر الحياة البرية في مصر

### الطيور
بالإضافة إلى كون مصر في مُلتقى الطُرق بين أربع مناطق جغرافية حيوية، فهي تقع على أحد طُرق هجرة الطيور الرئيسية بالعالم. وقد سجّل أكثر من 470 نوعًا في مصر من بينها 150 نوعًا فقط مُتزاوجًا مُقيمًا، ونوع واحد متوطن بالبحر الأحمر وهو نورس عجمة وتشكل الأراضي الرطبة الواقعة على ساحل البحر المتوسط بيئات طبيعية هامة للطيور السابحة المُهاجرة، بينما تعد السويس أحد أهم مُلتقيات الطيور المُحلّقة بالعالم. وقد تم حصر 134.000 طير جارح هناك في خريف 1981، وهناك أيضًا أعداد هائلة من اللقلق الأبيض ورهو والبجع الأبيض الكبير تمر بهذه المنطقة سنويًّا.
وتنقسم الأراضي الرطبة بمصر إلى الأراضي الرطبة للبحر المتوسط وسواحل البحر الأحمر، والأراضي الرطبة الداخلية بوادي النيل وعدّة واحات، وهي مواطن طبيعية للطيور السابحة المُتنوّعة، ومن بين الطيور السائدة على طول الساحل بشاروش والعقاب النسارية وخطاف أبيض الجناح والنورس.
ويُمكننا أن نجد العديد من الطيور الصغيرة، حتى في أكثر المناطق جفافًا، ومن بينها أبلق أسود أبيض الرأس الكلي الوجود وصقر حر.

### الثدييات
تعد مصر موطنًا لـ93 نوعًا من الثدييات، من بينها ستة أنواع متوطنة، بالإضافة إلى ثلاثة عشر نوعًا من الحيتانيات (الحيتان والدلافين)، ونوع من عروسة البحر في مياه البحر الأحمر المصرية.
وتشكل القوارض المجموعة الأكبر بين الثدييات الصغيرة، حيث تمثل 32 نوعًا، وتتفاوت في الأحجام من الفئران الضئيلة إلى الشهيم الذي قد يصل طوله إلى متر. وهناك 20 نوعًا من آكلي اللحوم من بينها أربعة أنواع من الثعالب، ويعد الفنك الصغير أحدها، وفصيلة ابن عرس التي تتضمّن مجموعات حضرية مثل «العرسة» واسعة الانتشار حول العالم.
يوجد ما يقرب من 20 نوعًا من ثدييات مصر مُهدّدة بالانقراض، من بينها «الفهد» الذي يوجد فقط في منخفض القطارة، والكبش أروى الذي ينحصر بين جبل العوينات وجبل عُلبة، وانخفضت أعداد ريم (الغزال المقرن) بشكل هائل. أيضًا تتعرّض أعداد من الثدييات الصغيرة المُتواجدة على طول ساحل البحر المتوسط إلى الخطر بسبب العُمران.

### الزواحف والبرمائيات
وجد في مصر 106 أنواع من الزواحف والبرمائيات، من بينها ستة أنواع متوطنة، ونوع واحد مُهدّد بالانقراض هو السلحفاة المصرية.
والزواحف الأكبر عددًا هي 49 نوعًا من السحالي، تتصدرها من حيث الكبر فصيلة الأبراص Gekkonidae، ومن بين 36 نوعًا من الثعابين 9 سامة و9 أخرى لها أنياب خلفية لكنها سامة هي الأخرى رغم أنها أقل خطرًا على الإنسان، حيث إنها تحتاج أن يصل جزء من ضحيتها إلى الجزء الخلفي من فكها حتى تحقنها بالسم.
وتتعرّض الخمسة أنواع من السلاحف البحرية المُتواجدة في البحار المصرية إلى خطر الانقراض على مستوى العالم. وتبنى كل من السلحفاة الخضراء وسلحفاة صقر أعشاشها على الشواطئ والجُزر المصرية.
وأيضًا تمساح النيل المُثير للإعجاب والذي كان منتشرًا على طول النيل، يقتصر اليوم في تواجده على بُحيرة ناصر، إلى جانب الورل النيلي الضخم والسلحفاة النيلية (ناعمة الصدَفة).

### النباتات
على الرغم من جفاف المناخ فإنه يوجد في مصر 2075 نوعًا من النباتات التي تندرج تحت 758 جنسًا، وأكثر هذه النباتات مُتأقلمة بطريقة فريدة مع الظروف المُناخية، بينما البعض الآخر ينمو في المناطق الأوفر حظًّا مثل وادي النيل، وقد طوَّرت أخرى تقنيات للحفاظ على المياه. ومن بين هذه التقنيات للتأقلم نجد الأوراق المُخــَزّنة للمياه، وأخرى تحتوى على طبقة صمغية على سطح أوراقها للتقليل من المياه المفقودة، والكثير من نباتات الصحراء لها جذور وتدية تصل إلى جداول المياه في أعماق الأرض.
تملك مُعظم النباتات القــُدرة على أن تنبت وتزهر وتنتج بذورًا في فترة زمنية وجيزة أثناء ندرة الأمطار، وبذلك تبقى البذور في الرمال إلى مُدة قد تصل إلى سنين، حتى تسقط الأمطار لتبدأ دورتها من جديد. فنجد جبل عُلبة يأوي أعدادًا هائلة من النباتات من بينها شجرة الأمبيت العظيمة. وتحتوي شبه جزيرة سيناء على البر عددًا من الأنواع، حيث تضم 19 نوعًا متوطنًا في مصر وأكثرها له أهمية طبية.

### الحياة البحرية
تزخر مصر بأنواع مختلفة من الكائنات البحرية وخاصة في البحر الأحمر فعلى الرغم من أنه ترجع أهمية البحر الأحمر إلى أنه طريق لحركة البضائع خاصةً النفط، لكنه أيضًا غني ومُتنوّع في الحياة البحرية والشعاب المرجانية المُتناثرة بطول الأرصفة الصخرية الضحلة التي تجعل البحر مليئًا بالهداب، وهي الأجمل على الإطلاق على مستوى العالم، وتعتبر مركز جذبٍ للغطّاسين. والمانجروف المُتواجد على طول الشواطئ هو بمثابة أراضٍ لتكاثر العديد من أنواع الأسماك والقشريات ذات الأهمية التجارية، بينما تمثــّل الأعماق موطنًا للأسماك الأكبر حجمًا والثدييات البحرية، وتمد أعشاب قاع البحر السلحفاة الخضراء وعروسة البحر بالطعام، في حين تشكّل العوالق مصدرًا رئيسيًّا لطعام العديد من أنواع الأسماك والكائنات الأخرى.
هناك ما يفوق 1300 نوع من الأسماك، وأكثر من ألف نوع من الرخويات، و200 مرجانيات، وما يزيد على 250 من الديدان السمكية وغيرها، كل ذلك في هذه المساحة الصغيرة، والكائنات الأكثر تشويقًا وإبداعًا والسهلة المنال هي التي تتواجد على الشعاب المرجانية بالبحر الأحمر.

### الحشراتواللافقاريات
تشكل الحشرات المجموعة الأكبر والأكثر نجاحًا على سطح الكرة الأرضية، ومن بين العشر ملايين كائن المتعارف على وجودها، فإن الحشرات تفوق جميع المجموعات الأخرى بنسبة أربعة إلى واحد. وأكثر الأنواع لم تسجل بعد، وعدد هائل انقرض قبل أن يتم اكتشافه أو دراسته.

## المحميات الطبيعية في مصر

هيكل عظمي لِحوت في وادي الحيتان.

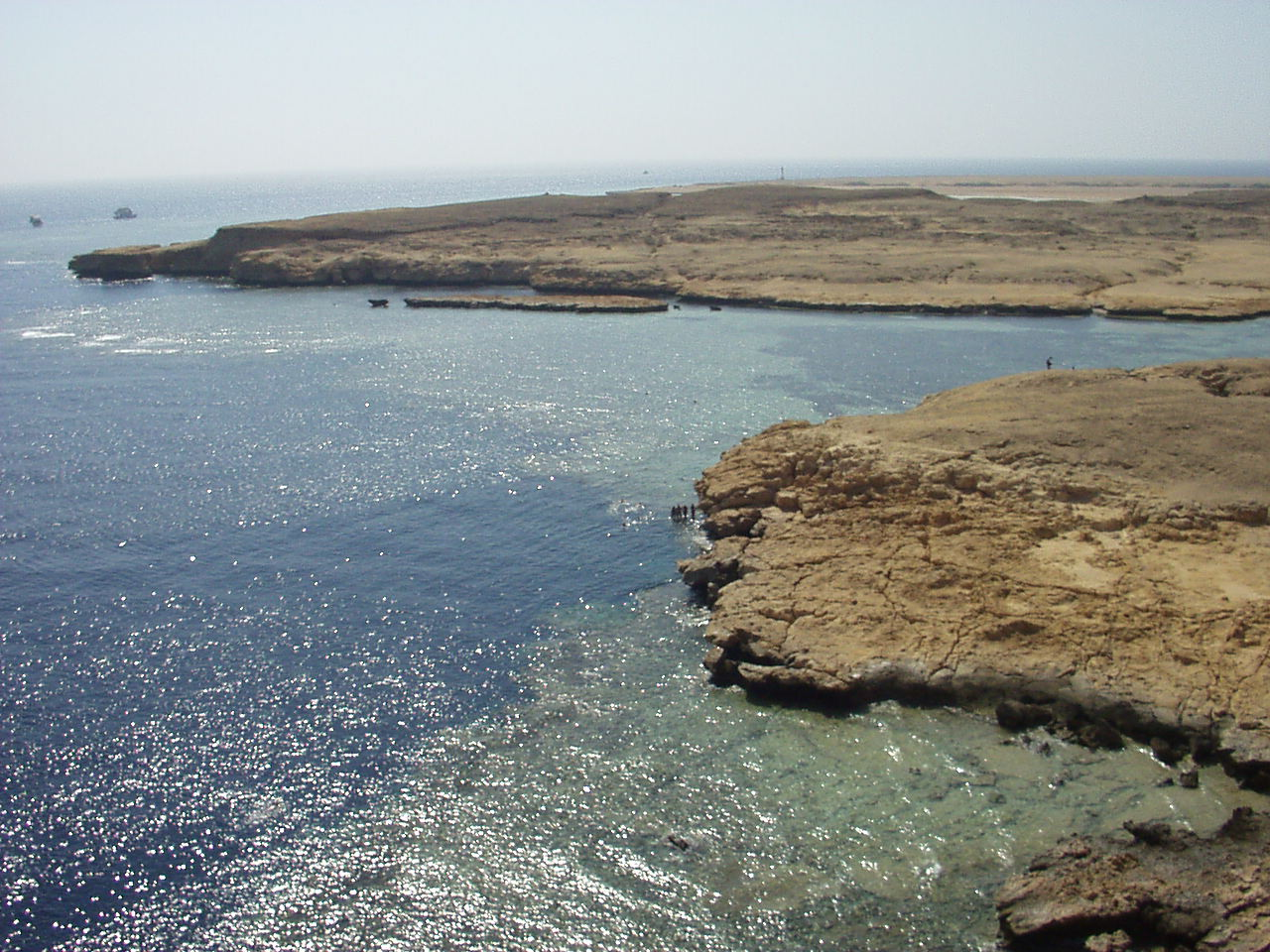
محمية رأس محمد.

- محمية جبل علبة محميات الحدائق الوطنية الطبيعية
- محميات جزر نهر النيل محميات أراضي رطبة
- محمية أبو جالوم محميات مناظر طبيعية
- محمية أشتوم الجميل وجزيرة تنيس محميات أراضي رطبة
- محمية الأحراش محميات تنمية الموارد
- محمية الغابة المتحجرة محميات جيولوجية وأثر قومي
- محمية البرلّس محميات أراضي رطبة
- محمية الجزر الشمالية للبحر الأحمر محميات تنمية الموارد
- محمية الجلف الكبير محميات الحدائق الوطنية الطبيعية
- محمية الدبابية محميات جيولوجية وأثر قومي
- محمية الزرانيق وسبخة البردويل محميات أراضي رطبة
- محمية السلوم محميات بحرية
- محمية الصحراء البيضاء محميات صحاري
- محمية العميد الطبيعية محميات صحاري
- محمية الواحات البحرية محميات أثر طبيعي
- محمية محمية رأس محمد محميات تراث عالمي
- محمية جزر تيران وصنافير محميات تراث عالمي
- محمية سالوجا وغزال محميات أراضي رطبة
- محمية سانت كاترين محميات تراث عالمي
- محمية سيوة محميات صحاري
- محمية طابا محميات صحاري
- محمية قارون محميات أراضي رطبة
- محمية قبة الحسنة محميات جيولوجية وأثر قومي
- محمية كهف وادي سنور محميات جيولوجية وأثر قومي
- محمية نبق محميات متعددة الأغراض
- محمية وادي الأسيوطي محميات متعددة الأغراض
- محمية وادي الجمال - حماطة محميات صحاري
- محمية وادي الريان محميات تنمية الموارد
- محمية وادي العلاقي محميات صحاري
- محمية وادي دجلة محميات صحاري
- محمية وادي الحيتان محميات جيولوجية وأثر قومي
- محمية دهشور محميات جيولوجية وأثر قومي
- محمية نيزك جبل كامل محميات جيولوجية وأثر قومي
- محمية نيزك جبل كامل محميات أثر طبيعي
- محمية علبة الطبيعية بحلايب وشلاتين محمية صحراوية طبيعية (محمية الحدائق الوطنية الطبيعية)

## وصلات خارجية
- موقع وزارة الدولة لشؤون البيئة